# Johann Friedrich Jünger
Johann Friedrich Jünger, född den 15 februari 1756 i Leipzig, död den 25 februari 1797 i Wien, var en tysk lustspelsförfattare.
Jünger var kejserlig "Hoftheaterdichter" i Wien 1789–1794 samt en flitig författare och översättare för teatern. Hans komedier, till största delen efterbildningar från Moliére, Marivaux och Destouches med flera, är rika på komiska situationer. De är utgivna i tre samlingar: Lustspiele (5 band, 1785–1790), Komisches Theater (3 band, 1792–1794) och Theatralischer Nachlass (2 band, 1803–1804). På svenska teatrar uppfördes Die Entführung ("Den enleverade fästmön eller Den tjenstaktige rivalen", 1796), Das Ehepaar aus der Provinz ("Det unga gifta paret från landsorten", 1796) och Freundschaft und Argwohn ("Vänskap och misstroende", 1806) med flera. Mindre betydande var Jünger som skald (Gedichte, 1821) och som författare av satiriska romaner.